# جيمس جراهام كوبر
جيمس جراهام كوبر (بالإنجليزية: James Graham Cooper)‏‏ (19 يونيو 1830- 19 يوليو 1902) جراح أمريكي وعالم طبيعة.
ولد كوبر في نيويورك وعمل في هيئة المسح الجيولوجي في كاليفورنيا (من 1860 حتى 1874) مع يوشيا دوايت ويثني و ويليام هنري بريور، وهنري نيكولاس بولاندر. وكان في المقام الأول عالم يختص بدراسة الحيوان، لكنه قام أيضًا بإنشاء مجموعات نباتية هامة من سان دييغو إلى فورت موهافي بولاية أريزونا عام 1861. وقد كان كوبر عضوًا نشطًا في أكاديمية كاليفورنيا للعلوم وأصبح في نهاية المطاف مديرًا للمتحف.
حصل كوبر على شهادة الطب في عام 1851 ومارس مهنة الطب في مدينة نيويورك حتى 1853. وقد ساعد سبنسر فولرتون بيرد أمين السر المساعد لمؤسسة سميثسونيان في ذلك الوقت كوبر في العمل مع الجهات المعنية بمسح سكة حديد المحيط الهادئ التي تعمل في مقاطعة واشنطن. وقد انضم إلى المسح جراحًا تحت قيادة الكابتن جورج برينتون ماكليلان حتى عام 1854. وفي 1855 قام بزيارة سان فرانسيسكو وبرزخ بنما. وقد قام بجمع العديد من الطيور خلال هذه الحملة.
في عام 1860 عاد مرة أخرى إلى الغرب وانضم إلي بعثة بليك التي انتقلت من سانت لويس إلى نهر ميزوري وإلى إيداهو وواشنطن. وعمل جراحًا متعاقدًا لفترة قصيرة مع الجيش الأمريكي ومع يوشيا دوايت ويثني رئيس هيئة المسح الجيولوجي في كاليفورنيا. وقد ألف بالاشتراك مع بيرد كتابًا عن طيور كاليفورنيا «علم الطيور، المجلد الأول، طيور البر» في عام 1870.
أدى زواجه في عام 1866 إلى مواجهته صعوبة في تحقيق توازن بين اهتمامه بالتاريخ الطبيعي. وقد عمل في سان ماتيو وأوكلاند وسان فرانسيسكو واستقر في النهاية عام 1875 في هايوارد. وكتب عن الصعوبات التي واجهها في رسالة عام 1870.
| جيمس جراهام كوبر | في هذه الدولة مثلها مثل العديد من الدول الأخرى كان السعي وراء العلوم كمشروع خاص يعد لعبة خاسرة... وكان معظم الأشخاص "المثقفين" في هذه المدينة يعرفونني باسم "عالم الطبيعة" وهذا لقب جميع محنطي الحيوانات أيضًا, و... كانوا يتجنبون توظيفي من الناحية المهنية كما لو كنت محنط طيور. تلك هي العواقب... ومرضاي كانوا من الفقراء والجاهلين الذين لا يعرفون الكثير عني ولا يدفعون نفقاتي حتى... أقضي وقتًا طويلًا في الجري كمحاولة لجمع الأموال الكافية لسداد مصروفاتي.... وبما أنني لست أسوء حالًا من علماء الطبيعة الآخرين، فلا ينبغي عليّ الشكوى، أفترض... على أمل ألا تسوء حالاً وتصبح مثل حالتي (أطيب التمنيات)، أبقى... | جيمس جراهام كوبر |

كان والده ويليام كوبر أيضًا عالم طبيعة.
ملحوظة: يستخدم اختصار اسم المؤلف النموذج ج.ج.كوبر للإشارة إلى هذا الشخص باعتباره المؤلف عند الاستشهاد باسم ذو صلة بعلم النبات.